# Головосіка

## Звичаї
Олекса Воропай засвідчує, що під час свята дотримуються суворого посту. Це єдиний день протягом року, коли гріх їсти борщ. Віряни не беруть до рук ножа, не рубають сокирою, не пиляють пилою. Не можна різати нічого, що нагадує собою голову. "Якщо зрізати головку капусти, то може потекти кров". Цього дня збирають останній цвіт звіробою, заливають його горілкою і тримають його як ліки протягом цілого року. 
Василь Скуратівський пише: у свято Головосіки не працюють, не січуть круглий овоч (капусту, буряк, картоплю), хліб лише відламують. Варять картоплю в мундирах та печуть гарбузи.
Це період останніх гроз. Як чути грім, то має бути довга і тепла осінь. 
Поліщуки з цього дня збиралися на полювання вовків. 
У цей день остерігалися ходити в ліс. Бо вважали, що тоді змії йдуть в свої нори, під землю. Болгари вірили, що разом зі зміями йдуть з водойм, полів і лісів самовіли, самодіви та інші злі духи. Усікновення вважалося одним з найнебезпечніших свят. Дитина, що народилася в цей день, буде нещасливою, а отримана в цей день рана не загоїться (південно-слов'янське повір'я). В той день тижня, на який припадало свято, цілий рік не починали ніяких важливих справ (оранки, сівби, не вирушали в дорогу, не влаштовували весілля). Македонці не кроїли в такий день одяг, боснійці не починати снування, побоюючись що все зшите, виткане або скроєне «посічеться». Сербські жінки на Усікновення не розчісували волосся, щоб волосся «не сіклося»  . У хорватів, сербів і чорногорців також цього дня не можна було починати роботу, а також що-небудь різати або рубати.

## Цей день в історії
1619 — перші українські інтермедії «Продав кота в мішку» та «Найкращий сон» Якуба Ґаватовича поставлені в Кам'янці-Струмиловій (нині Кам'янка-Бузька Львівської обл.) під час постановки п'єси «Трагедія, або Образ смерті пресвятого Івана Хрестителя, посланця Божого».